# Cartoon Kat-Tun II You
Albums de KAT-TUN
Best Of Kat-Tun
(2006) Queen of Pirates Kat-Tun III
(2008)
Singles
Cartoon Kat-Tun II You est le 2ealbum du groupe KAT-TUN, sorti sous le label J-One Records le 18 avril 2007 au Japon. Il atteint la 1re place du classement de l'Oricon. Il se vend à 270 976 exemplaires la première semaine et reste classé pendant 18 semaines, pour un total de 354 973 exemplaires vendus. Il sort en format CD, édition limitée (2CD), et First Press (+Booklet de 40 pages). Akanishi Jin était en hiatus aux États-Unis est n'a pas participé à cet album.

## Liste des titres
| 1.  | SIGNAL                                                           | ma-saya         | Joey Carbone, Lisa Huang | 3:39 |
| 2.  | Peak                                                             | Buduo Koike     | Ayumi Miyazaki           | 4:14 |
| 3.  | Splash...                                                        | ma-saya         | DoiToki                  | 5:00 |
| 4.  | Bokura no Machi de (僕らの街で)                                  | Kazumasa Oda    | Kazumasa Oda             | 4:43 |
| 5.  | Make U Wet - Tanaka Koki                                         | JOKER           | Silvertongue             | 3:07 |
| 6.  | key of life - Nakamaru Yuichi                                    | Nakamaru Yuichi | Nao Tanaka               | 4:08 |
| 7.  | LOST - Ueda Tatsuya                                              | Ueda Tatsuya    | Ayumi Miyazaki           | 4:14 |
| 8.  | Jumpin' up                                                       | Ami             | Shoichirou Hirata        | 4:19 |
| 9.  | SAMURAI☆LOVE☆ATTACK - Taguchi Junnosuke (サムライ☆ラブ☆アタック) | Anchang         | Anchang                  | 4:00 |
| 10. | FREEDOM                                                          | Gota Nishidera  | Makihiko Araki           | 4:43 |
| 11. | someday for somebody - Kamenashi Kazuya                          | H.U.B.          | Koutaro Egami            | 4:22 |
| 12. | Movin' on                                                        | Yoji Kubota     | Nao Tanaka               | 4:11 |
| 13. | Utai Tsuzukeru Toki (うたいつづけるとき)                         | Narumi Yamamoto | Satomi Narumoto          | 5:27 |
| 14. | YOU (seulement sur l'édition CD et First Press)                  | kenko-p         | SAKOSHIN                 | 4:30 |

| 1. | Freeze (フリーズ)                     | kenshin, Kaori Niimi | Joey Carbone, Anthony Mazza | 3:05 |
| 2. | LOVE or LIKE                          | Akanishi Jin, SPIN   | AKIRA                       | 4:06 |
| 3. | FIGHT ALL NIGHT                       | Makoto ATOZI         | LaVenDer                    | 2:29 |
| 4. | HEARTBREAK CLUB                       | Yoji Kubota          | Arata Tanimoto              | 4:18 |
| 5. | MY ANGEL, YOU ARE ANGEL               | TAKESHI              | Hideaki Takizawa            | 4:14 |
| 6. | No Matter Matter (ノーマター・マター) | Ayumi Miyazaki       | Hideyuki "Daichi" Suzuki    | 3:51 |
| 7. | Peacefuldays                          | Akio Shimizu         | Akio Shimizu                | 4:14 |